# Список умерших в 1049 году
В этой статье представлен список известных людей, умерших в 1049 году.
См. также: Категория:Умершие в 1049 году

## Январь

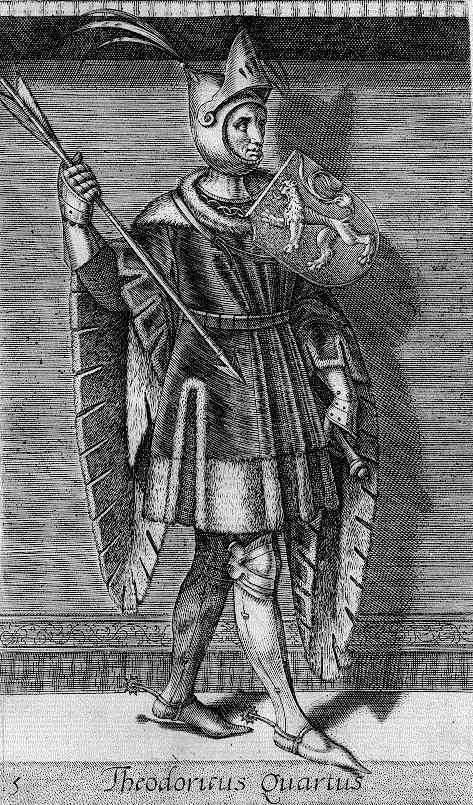
Дирк IV

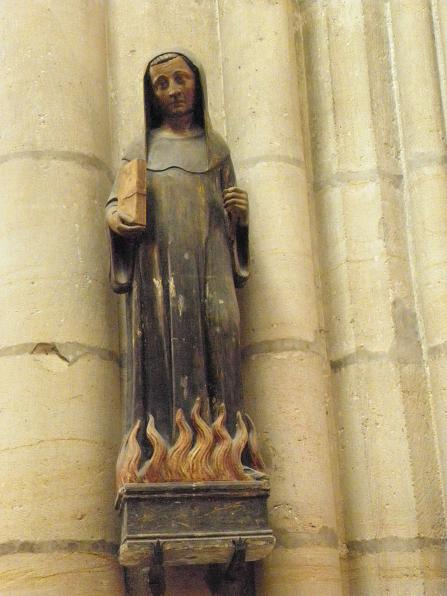
Одилон Клюнийский

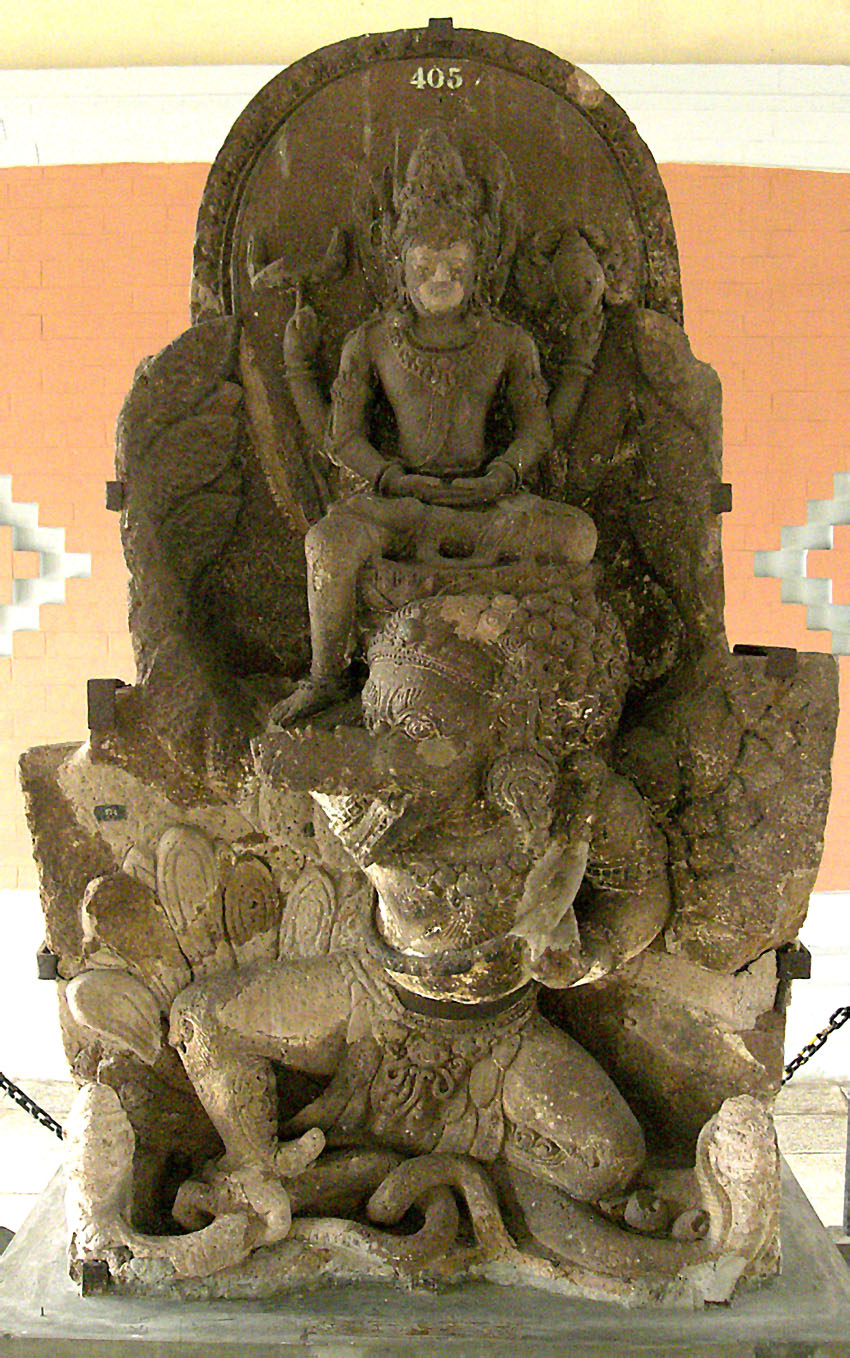
Аирланга

- 1 января — Одилон Клюнийский — аббат монастыря Клюни с 994 года, святой римско-католической церкви.
- 12 января — Абу Саид Майхани (81) — один из первых персидских суфийских поэтов, автор четверостиший «рубаи».
- 13 января — Дирк IV — граф Западной Фрисландии (Голландии) с 1039 года, убит

## Август
- 21 августа — Брун II[нем.] — епископ Вердена (1034—1049)

## Декабрь
- 1 декабря — Гильберга (Эрмесинда) Фуа — королева-консорт Арагона (1036—1049), жена короля Рамиро I

## Дата неизвестна или требует уточнения
- Аирланга — махараджа Матарама (1001—1049)
- Евстахий I — граф Булонский с 1033 года
- Кёкей[англ.] — буддистский монах, историк
- Кубад ибн Язид — Ширваншах (1043-1049).
- Пьетро — кардинал-епископ Санта-Руфина с 1025 года.
- Феопемпт — митрополит Киевский (ок.1035—1049)
- Эднот II[англ.] — епископ Дорчестера (1034—1049)